# Julia Rapiej
Julia Rapiej (Maria Sergia od Matki Bożej Bolesnej; ur. 18 sierpnia 1900 w Rogożynie, zm. 1 sierpnia 1943 pod Nowogródkiem) – polska siostra zakonna ze nazaretanka, błogosławiona Kościoła katolickiego.

## Życiorys
25 grudnia 1922 r. wstąpiła do nowicjatu w Grodnie, a w 1923 r. wyjechała do USA. Pierwsze śluby zakonne złożyła w Des Plaines, śluby wieczyste zaś w Filadelfii. W 1933 r. przyjechała do Nowogródka świadoma groźby wybuchu wojny. 
„Tego (wojny) się nie boję, bo nie mam nic innego, co mogłabym dać Panu Jezusowi za Jego miłość, więc pragnę oddać Mu swoje życie i męczeństwa też się nie boję.”
Z pierwszymi represjami spotkała się ze strony sowieckiego okupanta zaraz po wybuchu II wojny światowej. Po wkroczeniu Niemców oddała życie za mieszkańców miasta i została rozstrzelana razem z 10 innymi siostrami zakonnymi.
Miejscem szczególnego kultu bł. Marii Sergii od Matki Bożej Bolesnej jest kościół parafialny pw. Matki Bożej Anielskiej Lipsku.
Została beatyfikowana przez papieża Jana Pawła II 5 marca 2000 r.  w grupie 11 męczennic z Nowogródka.

## Źródła internetowe
- S. Maria Teresa Górska CSFN Męczennice z Nowogródka
- Sisters of the Holy Family of Nazareth. phila-csfn.org. [zarchiwizowane z tego adresu (2012-02-08)]. (ang.)